# Hong Kong ai Giochi della XXVI Olimpiade
Hong Kong partecipò ai Giochi della XXVI Olimpiade, svoltisi ad Atlanta, Stati Uniti, dal 19 luglio al 4 agosto 1996, con una delegazione di 23 atleti impegnati in dieci discipline.